# Schegge di April
Schegge di April (Pieces of April) è un film del 2003 scritto e diretto da Peter Hedges, con Katie Holmes e Patricia Clarkson.

## Trama
April Burns, che non ha mai avuto un buon rapporto con la madre, decide di invitare la famiglia per la Festa del Ringraziamento nel suo appartamento di New York. Durante i preparativi, April si accorge che il forno non funziona e cerca un rimedio tra i vicini di casa. Nel frattempo la sua famiglia sta per arrivare a New York. Durante il viaggio i genitori discutono continuamente mentre l'altra figlia ricorda i fallimenti della sorella. La nonna invece a malapena ricorda il nome di tutti e il figlio più piccolo ha la mania della fotografia.

## Riconoscimenti
- 2003 - National Board of Review
  - Miglior attrice non protagonista (Patricia Clarkson)
- 2004 - Premio Oscar
  - Candidatura per la Miglior attrice non protagonista a Patricia Clarkson
- 2004 – Golden Globe
  - Candidatura per la migliore attrice non protagonista a Patricia Clarkson
- 2004 - Screen Actors Guild Award
  - Candidato per la miglior attrice non protagonista a Patricia Clarkson
- 2004 - Satellite Award
  - Miglior attrice non protagonista a Patricia Clarkson
  - Candidatura per la miglior attrice a Katie Holmes